# Port lotniczy Kismaju
Port lotniczy Kismaju (kod IATA: KMU, kod ICAO: HCMK) – lotnisko obsługujące miasto Kismaju.

## Kierunki lotów i linie lotnicze
| Linia Lotnicza          | Kierunek                |
| ----------------------- | ----------------------- |
| African Express Airways | 1. Mogadiszu            |
| Freedom Airlines        | 1. Mogadiszu 2. Nairobi |
| Jubba Airways           | 1. Mogadiszu            |